# Герман (Козіс)

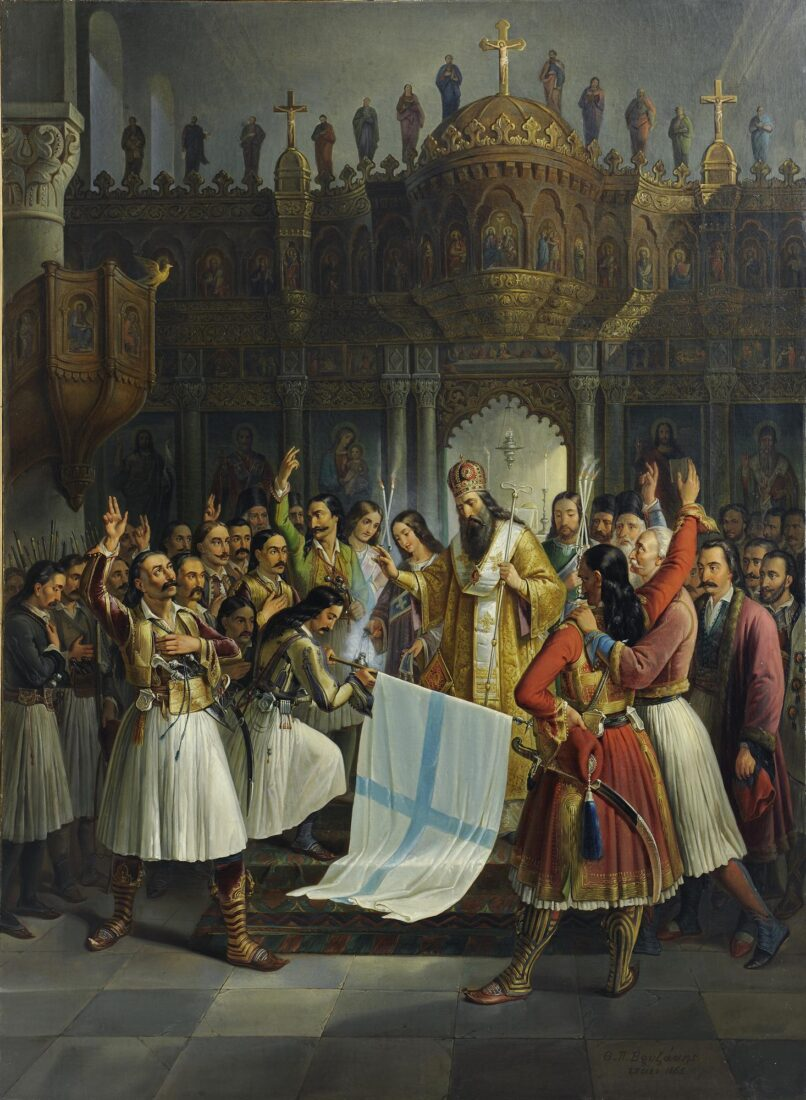
Митрополит Германос благословляє стяг повсталих в монастирі Ая-Лавра, Теодорос Врізакіс

Митрополит Старих Патр Германос III (грец. Παλαιών Πατρών Γερμανός Γ΄, 25 березня 1771 — 30 травня 1826, Нафпліон) — грецький православний митрополит міста Патри.

## Біографія
Народився у місті Діміцана у північно-західній Аркадії в родині Іоанна Козіса. Мирське ім'я майбутнього митрополита — Георгіос Козіс (грец. Γεώργιος Κόζης). Освіту здобув у школі Діміцани, Аргосу, а також навчався у, так званій, Смірнській школі. 1806 року Георгіос Козіс обраний митрополитом Старих Патр грец. μητροπολίτης Παλαιών Πατρών. У період 1815—1817 років був членом Патріаршого Синоду у Константинополі. У листопаді 1818 року вступив до товариства Філікі Етерія, що мала на меті підготовку антитурецького повстання. Долучив до діяльності товариства єпископа Харіуполя Віссаріона (сучасний Хайрабол у Фракії) і єпископа Керніки Прокопія (в Мореї).
Висвячений на єпископа Константинопольським Патріархом Григорієм V, який незабаром після початку повстання, разом з усім синодом Константинопольської Церкви, був страчений за наказом султана.
У день православного свята Благовіщення (за юліанським календарем) 25 березня 1821 року митрополит Германос стяг повстанців Пелопоннесу проти Османського панування у монастирі Ая-Лавра, Калаврита. Тоді ж вперше прозвучало гасло повстанців «Елефтерія і танатос» (Свобода або смерть).
1822 року митрополит Германос виїхав до Італії в надії отримати допомогу та військову підтримку від Папи Римського і католицької церкви, але не знайшовши їх, повернувся в 1824 році до Греції. Наступного року на нього напали повстанці загону Янніса Гуроса, оскільки між повстанцями почали точитись міжусобиці.
Митрополит Германос помер 30 травня 1826 у Нафпліоні, залишивши по собі письмові спогади про перші два роки Грецької національно-визвольної війни. Пізніше його тіло перевезено до Діміцани.